# Doug Stanhope
Douglas Gene "Doug" Stanhope, född 25 mars 1967 i Worcester, Massachusetts, är en amerikansk komiker.
Doug Stanhope har ibland liknats vid den kände komikern Bill Hicks. Stanhopes humor behandlar ofta moralfrågor och politik, och hans politiska orientering får ses som mycket liberal.
Stanhope hade planer på att ställa upp i USA:s presidentval 2008 som ledare för Libertarian Party.